# فلورنس پارلی
فلورنس پارلی (انگلیسی: Florence Parly؛ زادهٔ ۸ مهٔ ۱۹۶۳) سیاست‌مدار، وزیر بودجه و وزیر دفاع جمهوری پنجم فرانسه است که بعد از انتخاب امانوئل ماکرون به عنوان رئیس‌جمهور فرانسه، به عنوان وزیر دفاع فرانسه انتخاب شد.